# Audre chilensis
Audre chilensis är en fjärilsart som beskrevs av Felder 1865. Audre chilensis ingår i släktet Audre och familjen Riodinidae. Inga underarter finns listade i Catalogue of Life.